# Port lotniczy Koumac
Port lotniczy Koumac (IATA: KOC, ICAO: NWWK) – port lotniczy zlokalizowany w miejscowości Koumac (Nowa Kaledonia).

## Linie lotnicze i połączenia
| Linia Lotnicza | Kierunek                    |
| -------------- | --------------------------- |
| Air Caledonie  | 1. Île Art 2. Numea-Magenta |